# K2 (marque)
Pour les articles homonymes, voir K2 (homonymie).
 (octobre 2016).
K2 est une marque américaine de sport fabricant de skis et de produits de glisse. K2 opère sous les marques K2 Snow et K2 Skates, ainsi que ses filiales Backcountry Access, Ride Snowboards, Tubbs Snowshoes, Atlas Snow-Shoe Company, LINE Skis, Full Tilt Boots, et les marques Madshus.
Fondée en 1962 par les frères Bill et Don Kirschner sur l'île de Vashon, dans l'État de Washington, K2 est connue pour avoir été pionnière dans la technologie des skis en fibre de verre, qui rendait les skis beaucoup plus légers et plus dynamiques que leurs contemporains en bois et en métal. En 1967, Bill Kirschner nomma l'entreprise K2 (d'après la deuxième plus grande montagne du monde et en l'honneur des deux frères Kirschner, Bill et Don).